# Jowelle de Souza
Jowelle De Souza (sinh ngày 12 tháng 5 năm 1974) là một thợ làm tóc và nhà tổ chức cộng đồng ở San Fernando, Trinidad và Tobago. Cô nổi tiếng là một nhà hoạt động cho quyền của người đồng tính và chuyển giới và bảo vệ động vật. Cô là một chủ doanh nghiệp thành công, được biết đến là người phụ nữ chuyển giới đầu tiên kiện chính phủ về tội quấy rối. Jowelle de Souza kể từ đó đã tham gia vào chính trị.

## Tiểu sử
Cảnh sát đã bắt giữ De Souza và buộc tội cô tấn công vào tháng 3 năm 1997 sau khi cô đẩy một nhiếp ảnh gia. Cô cho biết nhiếp ảnh gia biết tất cả về quá khứ của cô và đang chụp ảnh cô mà không được phép. De Souza nói rằng sau khi sĩ quan George đưa cô đến đồn cảnh sát, anh ta và các sĩ quan nam khác đã chế giễu cô hàng giờ về giới tính của cô. Những người đàn ông cương quyết muốn khám người cô, mặc dù nhận dạng và ngoại hình cô là phụ nữ. Cuối cùng họ cũng mủi lòng nhưng khăng khăng đòi có một nữ sĩ quan lột đồ De Souza. Cô nói "Không có quyền hợp pháp để khám người tôi. Tôi đã đẩy (nhiếp ảnh gia). Tôi đã không tấn công anh ta bằng vũ khí chết người."
De Souza tìm kiếm cố vấn pháp lý và thuê luật sư nổi tiếng Lynette Maharaj. De Souza đã thắng kiện và đưa tiền thưởng cho tổ chức từ thiện.

## Công việc
Đầu năm 2015, Jowelle De Souza đã trở thành một phần nổi bật của phong trào thiết lập sự hiện diện độc lập mạnh mẽ hơn trong hệ thống chính trị của Trinidad và Tobago. Đầu năm 2015, cô đã phát động chiến dịch đại diện cho San Fernando West với tư cách là một thành viên độc lập của Quốc hội. Khi được Trinidad Express hỏi về một số vấn đề lớn trong nền tảng của cô ấy, cô ấy đã trả lời, tôi tin vào những cơ hội bình đẳng cho tất cả mọi người: người khuyết tật, người già, mẹ đơn thân, người nghèo khổ. De Souza đã trả lời: "Tôi muốn đại diện một cách hiệu quả cho mọi người mà không có bất kỳ sự thiên vị hay kịch bản nào mà những người khác có thể không ở trên cùng một trang đang kéo dây hoặc kiểm soát các hành động. phải bỏ phiếu cho những người có thể đảm bảo an toàn cho đất nước." Trong chiến dịch tranh cử của mình, cô cũng đã công khai bày tỏ lo ngại về việc tiếp cận thị trường lao động ở khu vực Greater San Fernando và khôi phục lại cơ sở hạ tầng và bờ sông của nó. Bất chấp sự ủng hộ lớn mà De Souza đã nhận được trong cộng đồng San Fernando, những khát vọng chính trị của cô đã gặp phải sự khinh bỉ từ cộng đồng tôn giáo ở Trinidad và Tobago, sự phản đối tập trung chủ yếu và giới tính của cô.

## Cuộc sống
Năm 1993, ở tuổi 19, cô đã trải qua ca phẫu thuật chuyển giới. Đây là ca phẫu thuật chuyển giới đầu tiên ở Trinidad. De Souza cũng là một nhà hoạt động vì quyền động vật, và khuyến khích mọi người chăm sóc động vật. De Souza đã được trao Huân chương Hummingbird đồng năm 2014 vì công việc của cô đảm bảo phúc lợi động vật. Ngoài ra, cô đã tham gia vào các hội thảo phát triển chuyên nghiệp về cập nhật các kỹ thuật trong ngành chăm sóc tóc ở Trinidad.